# Kostryna
Kostryna (ukrajinsky Кострина, maďarsky Csontos) je obec v okrese Užhorod v Zakarpatské oblasti Ukrajiny. V obci sídlí:
- Kostrynská sídelní rada[2]
- Administrativní centrum a  rada kostrynské venkovské komunity.[3][2]

## Kostrynská sídelní rada
Do územního obvodu Kostrynské sídelní rady patří:
- Kostryna
- Kostrynska Roztoka

## Kostrynská venkovská komunita
Do územního obvodu Kostrynské venkovské komunity patří:
| Název obce             | Název obce                  | Název obce      | Název obce            |
| Transkripce do latinky | Ukrajinský název v cyrilice | Maďarsky        | Česky/Slovensky       |
| ---------------------- | --------------------------- | --------------- | --------------------- |
| Kostryna               | Кострина                    | Csontos         | Kostrina              |
| Kostrynska Roztoka     | Костринська Розтока         | Csontosrosztoka |                       |
| Vyška                  | Вишка                       | Viharos         | Viška                 |
| Ljuta                  | Люта                        | Havasköz        | Ljuta                 |
| Siľ                    | Сіль                        | Sóslak          | Sola                  |
| Domašin                | Домашин                     | Domafalva       | Domašina nebo Domašín |

## Příroda
- Území obce je na území Užanského národního parku.
- Nedaleko Kostryny (ve vzdálenosti cca 6,5 km ) je horský hřbet a hora Javorník (ukrajinsky Явірни́к), kde je též přírodní památka Hora Javorník (ukrajinsky Гора Яворник) – bukový prales).[6]
- Kostrynská laguna[7]
- Kostrynský minerální gejzír[8]

## Historie
První písemná zmínka o obci pochází z roku 1409, při vyšetřování případu krádeže stáda prasat z obce Čertižné na východním Slovensku. U soudu ve Velkém Berezném měl být přítomen obžalovaný šoltys Vanča se skupinou spoluobčanů. Ves patřila do hradního panství Drughetů. Možná byla obec založena dříve. Do podepsání Trianonské smlouvy byla obec součástí Uherska, poté byla součástí Československa. Za první republiky zde byla četnická stanice. V roce 1930 zde žilo 1 652 obyvatel; z toho 101 Čechů, 1 354 Rusínů, 9 Němců, 28 Maďarů, 108 Židů, 6 obyvatel jiných národností a 46 cizinců. Od roku 1945 obec patřila Sovětskému svazu, resp. Ukrajinské sovětské socialistické republice; nakonec od roku 1991 je součástí samostatné Ukrajiny.

## Církevní stavby

### Cerkev Panny Marie Pomocné
Cerkev Panny Marie Pomocné (také uváděn jako Chrám Přímluvy Přesvaté Bohorodičky) je dřevěný chrám, který je národní kulturní památkou. Chrám byl postaven v roce 1645 ve vsi Sjanky a v roce 1703 byl prodán do Kostryny. Ikonostas pochází z roku z roku 1645, někdy je však uváděno, že pochází z roku 1596 (je uváděn v záznamech z roku 1596); iIkony jsou malovány na lipových deskách, které v průběhu staletí lakováním ztmavly, lakování je uvedeno v letech 1832 a 1894.

### Svatopokrovská poustevna
Svatopokrovská poustevna (poustevna Ochrany přesvaté Bohorodice) – poustevna Mukačevské diecéze Ukrajinské pravoslavné církve.

## Turismus
- Nedaleko Kostryny (ve vzdálenosti cca 7 km ) je lyžařské stredisko Vyška.